# Live and Loud
Live and Loud är en video av grungebandet Nirvana, som släpptes i september 2013. Videon var en del av firandet runt 20-årsjubileet av lanseringen av albumet In Utero och videon släpptes enbart på DVD; någon blu-ray-utgåva lanserades inte som för den tidigare videon Live at the Paramount. Live and Loud lanserades både som en separat DVD-utgåva och som en del av 20th Anniversary Super Deluxe Edition för In Utero.
Videon innehåller Nirvanas konsert på Pier 48 i Seattle, Washington den 13 december 1993, vilken filmades av MTV som en del av deras program Live and Loud. Videon innehåller även material från andra Nirvana-konserter under deras turné för In Utero. Live and Loud-konserten har tidigare inte lanserats i sin helhet, men MTV har släppt delar av den vid andra tillfällen.

## Videoklipp
1. "Radio Friendly Unit Shifter"
2. "Drain You"
3. "Breed"
4. "Serve the Servants"
5. "Rape Me"
6. "Sliver"
7. "Pennyroyal Tea"
8. "Scentless Apprentice"
9. "All Apologies"
10. "Heart-Shaped Box"
11. "Blew"
12. "The Man Who Sold the World"
13. "School"
14. "Come as You Are"
15. "Lithium"
16. "About a Girl"
17. "Endless, Nameless"

### Bonusmaterial
1. "Very Ape"
2. "Radio Friendly Unit Shifter"
3. "Rape Me"
4. "Pennyroyal Tea"
5. "Heart-Shaped Box"
6. "Rape Me"
7. "Pennyroyal Tea"
8. "Drain You"
9. "Serve the Servants"
10. "Radio Friendly Unit Shifter"
11. "My Best Friend's Girl"
12. "Drain You"